# John L. Cable

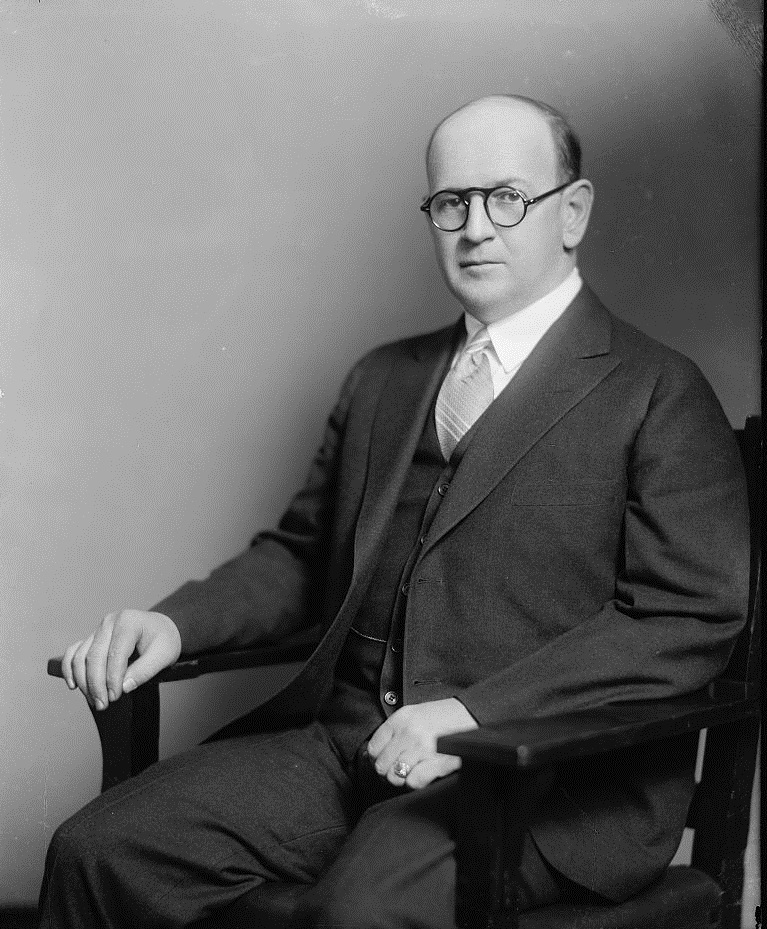
John L. Cable

John Levi Cable (* 15. April 1884 in Lima, Ohio; † 15. September 1971 ebenda) war ein US-amerikanischer Politiker. Zwischen 1921 und 1925 sowie nochmals von 1929 bis 1933 vertrat er den Bundesstaat Ohio im US-Repräsentantenhaus.

## Werdegang
John Cable war der Urenkel des Kongressabgeordneten Joseph Cable (1801–1880). Er besuchte die öffentlichen Schulen seiner Heimat und das Kenyon College in Gambier. Dort und an der George Washington University studierte er Jura. Nach seiner 1909 erfolgten Zulassung als Rechtsanwalt begann er in Lima in diesem Beruf zu arbeiten. Zwischen 1917 und 1921 war er Staatsanwalt im Allen County. Politisch schloss sich Cable der Republikanischen Partei an. Bei den Kongresswahlen des Jahres 1920 wurde er im vierten Wahlbezirk von Ohio in das US-Repräsentantenhaus in Washington, D.C. gewählt, wo er am 4. März 1921 die Nachfolge des Demokraten Benjamin F. Welty antrat. Nach einer Wiederwahl konnte er bis zum 3. März 1925 zunächst zwei Legislaturperioden im Kongress absolvieren. Von 1923 bis 1925 war er während der Prohibitionszeit Vorsitzender des Committee on Alcoholic Liquor Traffic. Im Jahr 1924 verzichtete er auf eine weitere Kandidatur.
Nach dem vorläufigen Ende seiner Zeit im US-Repräsentantenhaus praktizierte Cable wieder als Anwalt. Bei den Wahlen des Jahres 1928 wurde er erneut im vierten Distrikt seines Staates in den Kongress gewählt, wo er am 4. März 1929 William T. Fitzgerald ablöste, der dort vier Jahre zuvor sein Nachfolger geworden war. Nach einer Wiederwahl konnte er bis zum 3. März 1933 zwei weitere Amtszeiten im US-Repräsentantenhaus verbringen, die von den Ereignissen der Weltwirtschaftskrise geprägt waren. Im Jahr 1932 wurde er nicht wiedergewählt.
Nach dem endgültigen Ausscheiden aus dem Kongress war John Cable erneut als Rechtsanwalt tätig. Zwischen 1933 und 1937 fungierte er auch als Special Assistant des Attorney General von Ohio. Er war auch Berater der Reconstruction Finance Corporation beim Verfahren zur Liquidierung der Lima First American Bank & Trust Co. Zwischen 1948 und 1960 gehörte Cable dem Selective Service Board No. 2 für Lima an. Außerdem verfasste er mehrere Bücher zum Thema Staatsbürgerschaft. John Cable starb am 15. September 1971 in seiner Heimatstadt Lima. Er war mit Rhea Watson verheiratet, mit der er zwei Kinder hatte.